# Веркутр, Реми
Реми́ Рене́ Поль Верку́тр (фр. Rémy René Paul Vercoutre; род. 26 июня 1980, Гранд-Сент, Франция) — французский футболист, вратарь.

## Биография

### Клубная карьера
Реми Веркутр является воспитанником футбольного клуба «Монпелье». В основной команде «Монпелье» Реми дебютировал в сезоне 1998/99, отыграв один матч в чемпионате Франции. В сезоне 2000/01 «Монпелье» выступал во второй французской лиги и у Реми появился шанс стать первым вратарём клуба. Веркутр отыграл 20 матчей в чемпионате, а «Монпелье» финишировавший на третьем месте вернулся в первую лигу Франции.
В 2002 году Реми перешёл в «Олимпика» из Лиона, Веркутр стал вторым вратарём клуба после Грегори Купе. Дебют Реми в составе «Олимпика» состоялся 20 октября 2002 года в матче чемпионата Франции 2002/03 против «Аяччо», Веркутр отыграл весь матч, а его клуб победил со счётом 1:0. Свой второй матч в чемпионате Франции Веркутр провёл спустя четыре месяца, 22 февраля 2003 года в матче против «Ренна», завершившийся победой «Олимпика» со счётом 4:1. Проведя всего два матча в сезоне 2002/03 Реми стал чемпионом Франции.
В сезоне 2003/04 Веркутр вновь провёл два матча в чемпионате Франции и выиграл свой второй титул чемпиона Франции, а также дебютировал в Лиги чемпионов 9 марта 2004 года выйдя на замену вместо Грегори Купе на 17-й минуте матча против испанского «Реал Сосьедада», завершившийся победой «Олимпика» со счётом 1:0 благодаря забитому мячу Жуниньо на 78-й минуте.
После окончания сезона 2003/04 Реми был отдан в аренду клубу «Страсбур». Дебют Веркутра состоялся 7 августа 2004 года в матче против «Бастии», завершившийся поражением «Страсбура» со счётом 2:1. Всего в чемпионате Франции 2004/05 Реми провёл за «Страсбур» 5 матчей, а также стал обладателем кубка французской лиги. После окончания аренды Веркутр вернулся в «Олимпик» и вновь исполнял обязанности лишь запасного вратаря. Несмотря на роль запасного голкипера клуба Реми трижды с 2006 по 2008 год становился чемпионом Франции, а также выиграл Суперкубок в 2006 году и Кубок Франции в 2008 году.
После ухода летом 2012 года основного вратаря клуба Уго Льориса в «Тоттенхэм» Реми стал первым стражем ворот «Лиона». Голкипер большую часть карьеры просидел на замене более именитым Льорису и Купе, посему шанс стать номером один в команде с юго-востока Франции стал для него воистину долгожданным. Однако уже в апреле 2013 года Веркутр получил тяжелую травму колена — разрыв крестообразной связки. Футболист выбыл из строя на полгода.
Летом 2014 года Веркутр подписал двухлетний контракт с «Каном». В новой команде голкипер получил твёрдое место в основе и от свистка до свистка провёл все матчи в двух последующих чемпионатах Франции.
6 мая 2018 года Реми Веркутр объявил о завершении карьеры футболиста по окончании сезона.

### Карьера в сборной
Веркутр был в составе молодёжной сборной Франции на чемпионате Европы среди молодёжных команд 2002.

### Тренерская карьера
18 декабря 2018 года канадский клуб лиги MLS «Монреаль Импакт» объявил о вхождении Веркутра в тренерский штаб Реми Гарда, ранее тренировавшего его в «Лионе» в 2011—2014 годах, в качестве тренера вратарей. Сохранял свою должность и при последующих тренерах клуба — Уильмере Кабрере, Тьерри Анри и Вильфриде Нанси. 31 мая 2021 года Веркутр покинул «КФ Монреаль».
25 июня 2021 года Веркутр вернулся в «Олимпик Лион» в качестве тренера вратарей.

## Достижения
- Чемпион Франции: 2002/03, 2003/04, 2005/06, 2006/07, 2007/08
- Обладатель Кубка французской лиги: 2005
- Обладатель Суперкубка Франции: 2003, 2005, 2006, 2007, 2012
- Обладатель Кубка Франции: 2007/08, 2011/12